# Otto Hesselbom

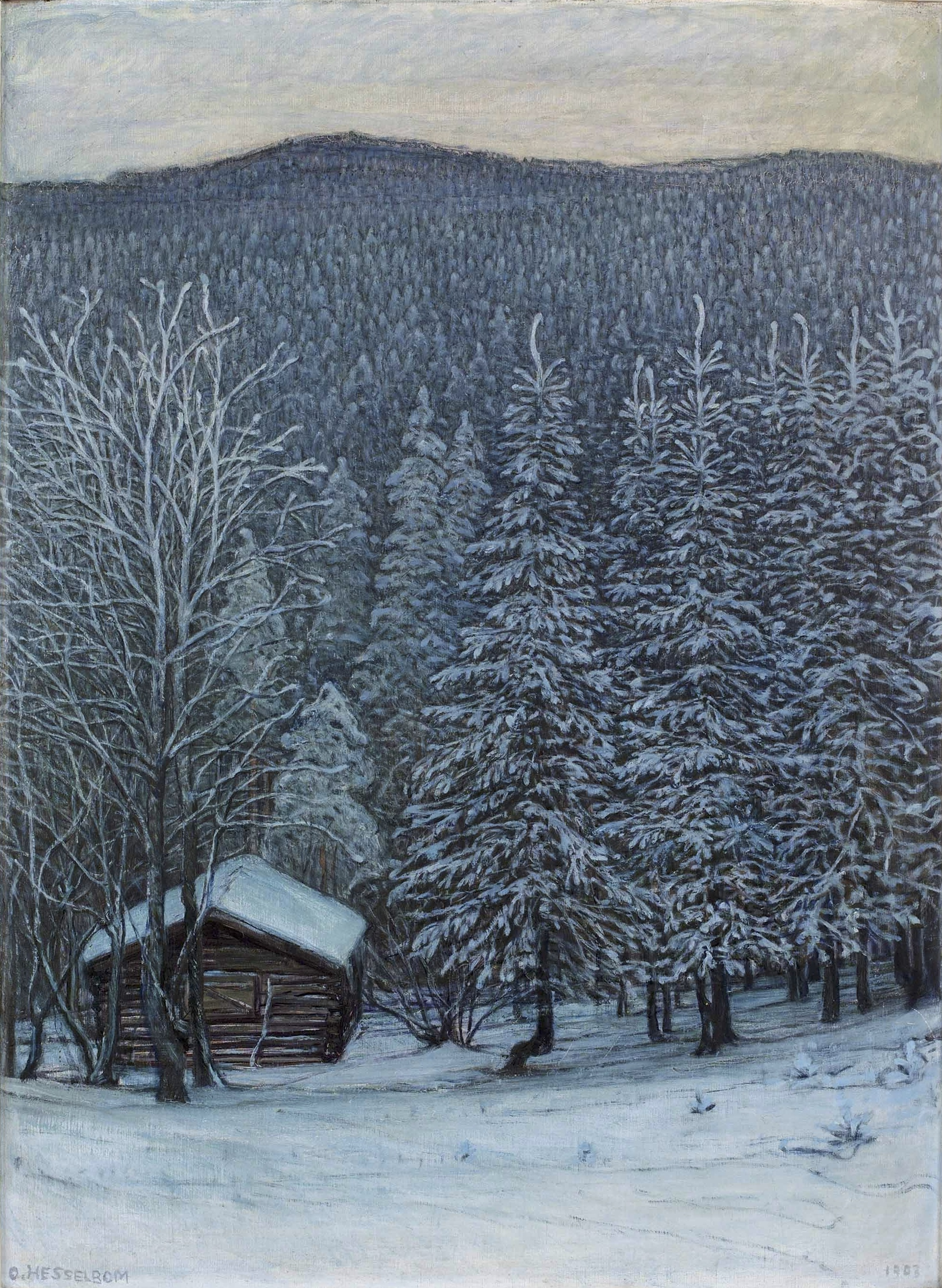
Skymning (1903).

Johan Otto Hesselbom, född 13 juli 1848 i Slobol i Ånimskogs socken, Dalsland, död 20 juni 1913 i Säffle, var en svensk konstnär.

## Biografi
Hesselbom studerade som ung på Evangeliska Fosterlands-Stiftelsens missionsskola och var därefter verksam som dess kolportör. Han lämnade EFS 1880 och övergick först till Svenska missionsförbundet och 1882 till Svenska baptistsamfundet. Samtidigt utbildade han sig till konstnär och var 1888-95 elev vid Konstakademien med Per Daniel Holm som lärare och debuterade 1897 som landskapsmålare. 
Därefter kom bland andra "Utsikt i Dalsland vid solnedgången" (1898), "Allé i månsken" (1900), "Mot fjällen" (1903), "Fosterbygden" (1906).  Han räknas som en av landskapet Dalslands främsta skildrare, med dess storvulenhet och skönhet och han väckte också internationell uppmärksamhet och fick en rad priser samt är bland annat representerad i statliga samlingar i Venedig 1901, Budapest, Paris 1906 och Wien. En av hans främsta och mest typiska nationalromantiska tavlor är Vårt land, vårt fosterland (1902: Nationalmuseum) där motivet är en storslagen utsikt över sjön Ånimmen. 
Motivet med stora utsikter över majestätiska vatten i kvälls- eller gryningssol väckte också internationell uppmärksamhet och han återkom till det i flera varianter, bland annat med Den heliga fosterbygden 1911 (i privat ägo). Hans Utsikt över sjön Ärran inköptes 1910 av det moderna galleriet i Wien.
En del av hans målningar är genomarbetade med en kärv noggrannhet, andra visar prov på en lyrisk helhetsstämning i en för honom egendomligt dekorativ och förenklad stil. Hesselbom är representerad vid bland annat Vänersborgs museum

## Galleri

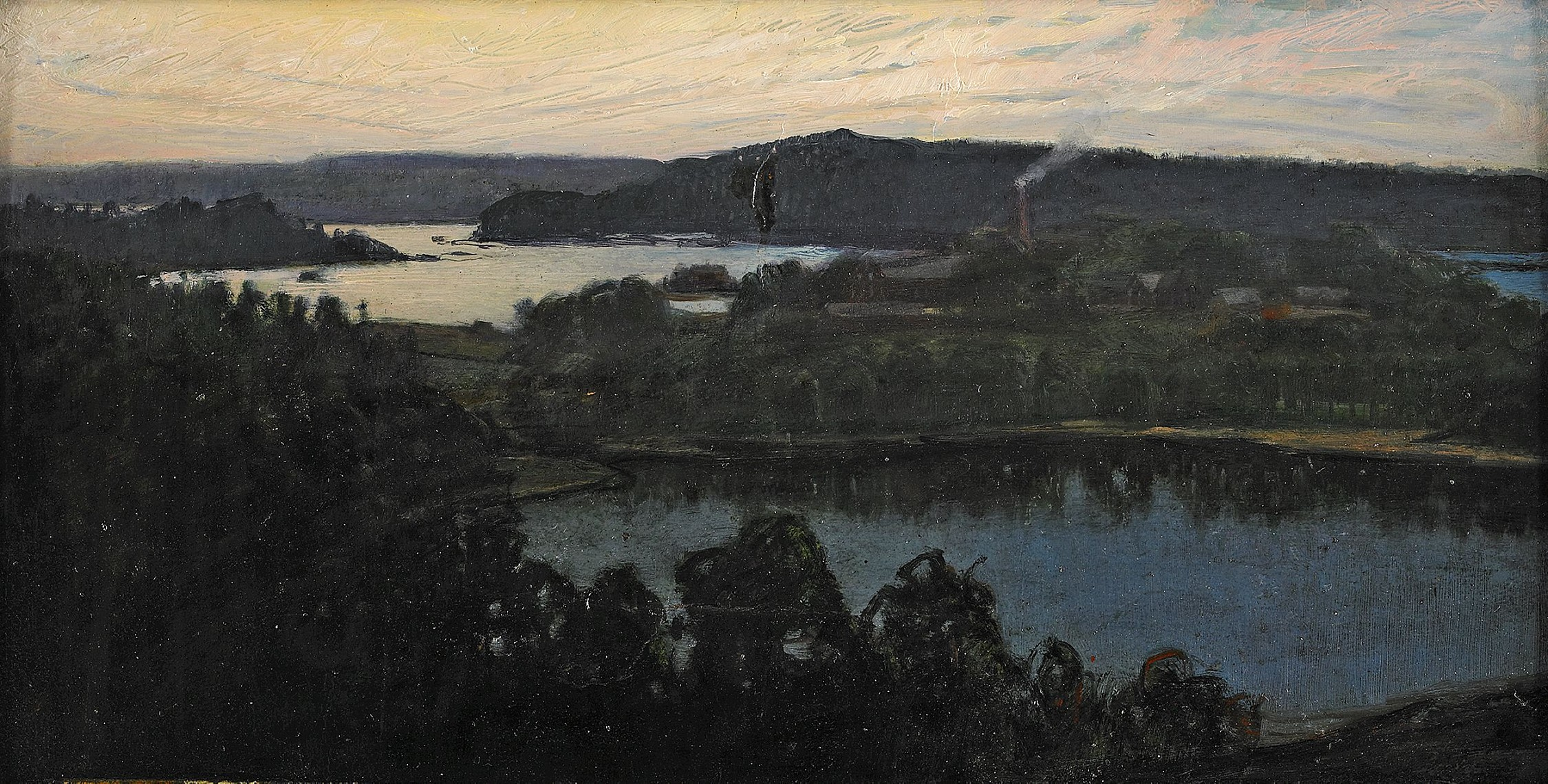
Upperuds bruk under andra halvan av 1890-talet. Oljemålning.